# Urocystis leimbachii
Urocystis leimbachii är en svampart som beskrevs av Oertel 1883. Urocystis leimbachii ingår i släktet Urocystis och familjen Urocystidaceae.   Inga underarter finns listade i Catalogue of Life.